# Алфарата (Пенсільванія)
Алфарата (англ. Alfarata) — переписна місцевість (CDP) в США, в окрузі Міффлін штату Пенсільванія. Населення — 154 особи (2020).

## Географія
Алфарата розташована за координатами 40°39′43″ пн. ш. 77°27′21″ зх. д. / 40.66194° пн. ш. 77.45583° зх. д. (40.661867, -77.455851).  За даними Бюро перепису населення США в 2010 році переписна місцевість мала площу 1,45 км², уся площа — суходіл.

## Демографія
Згідно з переписом 2010 року, у переписній місцевості мешкало 149 осіб у 59 домогосподарствах у складі 45 родин. Густота населення становила 103 особи/км².  Було 66 помешкань (46/км²).
Расовий склад населення:
| - 99,3 % — білих - 0,7 % — корінних американців |

До двох чи більше рас належало 0,0 %. Частка іспаномовних становила 0,0 % від усіх жителів.
За віковим діапазоном населення розподілялося таким чином: 21,5 % — особи молодші 18 років, 63,7 % — особи у віці 18—64 років, 14,8 % — особи у віці 65 років та старші. Медіана віку мешканця становила 43,3 року. На 100 осіб жіночої статі у переписній місцевості припадало 104,1 чоловіків;  на 100 жінок у віці від 18 років та старших — 101,7 чоловіків також старших 18 років.
Цивільне працевлаштоване населення становило 58 осіб. Основні галузі зайнятості: виробництво — 22,4 %, освіта, охорона здоров'я та соціальна допомога — 22,4 %, роздрібна торгівля — 20,7 %.